# 120174 Jeffjenny
120174 Jeffjenny este un asteroid din centura principală de asteroizi.

## Descriere
120174 Jeffjenny este un asteroid din centura principală de asteroizi. A fost descoperit pe 23 mai 2003 la Wrightwood de James Whitney Young. Asteroidul prezintă o orbită caracterizată de o semiaxă mare de 2,66 ua, o excentricitate de 0,17 și o înclinație de 14,1° în raport cu ecliptica.